# Joanna Potocka z Sieniawskich
Joanna Potocka z Sieniawskich (ur. po 1662, zm. 21 maja 1733 we Lwowie) – hetmanówna polna koronna, starościna jabłonowska, kaniowska, wojewodzina bełska, matka Mikołaja Bazyliego Potockiego, siostra rodzona Adama Mikołaja Sieniawskiego.

## Wywód genealogiczny
| 4. Adam Hieronim Sieniawski    |  |                                |  |  |                                  |
|                                |  | 2. Mikołaj Hieronim Sieniawski |  |  |                                  |
| 5. Wiktoria Elżbieta Potocka   |  |                                |  |  |                                  |
|                                |  |                                |  |  | 1. Joanna Potocka z Sieniawskich |
| 6. Aleksander Ludwik Radziwiłł |  |                                |  |  |                                  |
|                                |  | 3. Cecylia Maria Radziwiłłówna |  |  |                                  |
| 7. Lukrecja Maria Strozzi      |  |                                |  |  |                                  |
|                                |  |                                |  |  |                                  |

## Życiorys
Rodzice – przyszły hetman polny koronny Mikołaj Hieronim Sieniawski i Cecylia Maria z Radziwiłłów – ożenili się 3 grudnia 1662..
Przyszły mąż, zakochany w niej Stefan Aleksander Potocki, starał się od roku 1693 o jej rękę. Adam Mikołaj Sieniawski wraz z żoną, Elżbietą z Lubomiskich, niechętnie patrzyli na to, zwłaszcza że Potocki znany był z gwałtowności i hulaszczego trybu życia. Jednak 2 stycznia 1695 odbył się ślub Potockiego i Sieniawskiej.
Na mocy przywileju od 7 grudnia 1712, spisanym w Lublinie, wraz z mężem została fundatorką klasztoru bazyliańskiego w Buczaczu, który założyli w zamian za odebrany od mnichów prawosławnych w 1652 ówczesnym właścicielem Buczacza Janem Potockim, ojcem Stefana Aleksandra.
Gdy w roku 1715 ks. Aleksander Józef Młodkiewicz, proboszcz buczacki, utworzył przy miejscowym kościele farnym Bractwo Szkaplerza Matki Najświętszej, została obrana protektorką tego Bractwa ze stanu szlacheckiego, a jej mąż – protektorem. W 1726 roku sfinansowała pozłocenie ołtarza Michała Archanioła w kościele św. Andrzeja oo. Bernardynów we Lwowie.
Zmarła 21 maja 1733 we Lwowie po krótkiej chorobie. Została pochowana u Dominikanów we Lwowie.